# Дамян Мартинов
Дамян (Даме) Мартинов, наричан Грачанец или Градчанец, е български революционер, скопски войвода на Вътрешната македоно-одринска революционна организация.

## Биография
Мартинов е роден на 3 май 1875 година в град Велес, който тогава е в Османската империя, днес в Северна Македония. Работи като дърводелец. Става четник на ВМОРО, а от 1905 година действа като войвода в Скопско. През януари 1906 година е заловен в Скопие, осъден е на смърт, но е помилван и изпратен на заточение във Фезан, Либия.
| Чета на Даме Мартинов, 6 януари 1906 година | Чета на Даме Мартинов, 6 януари 1906 година | Чета на Даме Мартинов, 6 януари 1906 година | Чета на Даме Мартинов, 6 януари 1906 година | Чета на Даме Мартинов, 6 януари 1906 година |
| Номер                                       | Име                                         | Селище                                      | Околия                                      | Забележка                                   |
| ------------------------------------------- | ------------------------------------------- | ------------------------------------------- | ------------------------------------------- | ------------------------------------------- |
| 1.                                          | Даме Мартинов                               | Велес                                       | Скопска                                     |                                             |
| 2.                                          | Петър Зафирчев                              | Велес                                       | Скопска                                     |                                             |
| 3.                                          | Иван Трайков                                | Велес                                       | Скопска                                     |                                             |
| 4.                                          | Димитър Иванов                              | Велес                                       | Скопска                                     |                                             |
| 5.                                          | Никола Минималчев                           | Велес                                       | Скопска                                     |                                             |
| 6.                                          | Милан Заеков                                | Велес                                       | Скопска                                     |                                             |
| 7.                                          | Търпе Николов                               | Драчево                                     | Скопска                                     |                                             |
| 8.                                          | Саве Цветков                                | Солне                                       | Скопска                                     |                                             |
| 9.                                          | Тодор Цветков                               | Водно                                       | Скопска                                     |                                             |
| 10.                                         | Христо Атанасов                             | Пловдив                                     | Пловдивска                                  |                                             |
| 11.                                         | Милан Леков                                 | Куманово                                    | Скопска                                     |                                             |
| 12.                                         | Тоше Стефов                                 | Глухово                                     | Скопска                                     |                                             |
| 13.                                         | Стойко Велков                               | Зарепинци                                   | Щипска                                      | [ 4 ]                                       |

След Младотурската революция в 1908 година Мартинов е амнистиран, завръща се в Македония и продължава с революционната си дейност.
Отново е арестуван през септември 1910 година по време на обезоръжителната акция на младотурците и е осъден на 5 години затвор.
През Балканската война е войвода на чета № 37 на Македоно-одринското опълчениеи взема участие в освобождаването на Велес заедно с четите на Трайко Павлов и Тодор Оровчанов, а по-късно служи във 2 рота на 11 сярска дружина на опълчението.
- Скопската чета на Мартинов, 1907 година
- Велешкият доброволчески отряд на Мартинов в 1912 година
- Чета №37 на МОО на Мартинов